# 東郷町宍野
東郷町宍野（とうごうちょうししの）は、鹿児島県薩摩川内市の大字。旧薩摩国薩摩郡東郷宍野村、薩摩郡上東郷村大字宍野、薩摩郡東郷町大字宍野。郵便番号は895-1101。人口は170人、世帯数は73世帯（2020年10月1日現在）。面積は2.21平方キロメートル。

## 地理

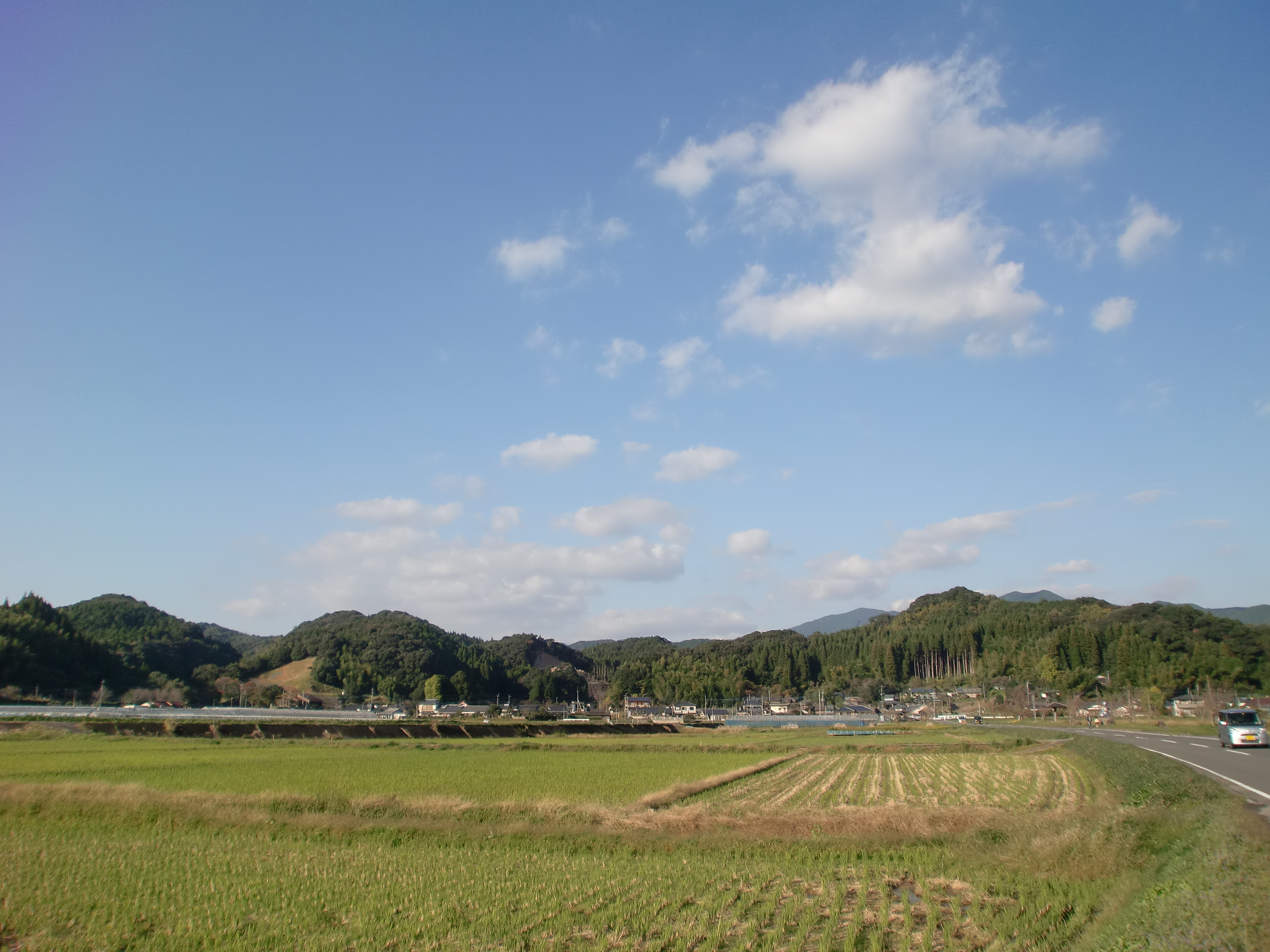
宍野田圃

薩摩川内市の西北部、川内川水系田海川中流域に位置している。字域の北方には東郷町藤川、南方から西方にかけては田海町、東方には東郷町鳥丸がそれぞれ接している。
田海川に沿って盆地の形状をなしており、周辺は宍野田圃と称される周囲2.12平方キロメートルの田園集落となっている。
字域の中央部をほぼ南北に鹿児島県道46号阿久根東郷線が通っており、集落の西端部で方向を東方に変える。西部にはとうごう五色親水公園が所在しており、キャンプ場などが設置されている。宍野上集落には軍神社があり、その付近に宍野殿山と呼ばれる森がある。この森は古くは宍野を治めていた宍野氏の居城跡があったとされている。

### 河川
- 川内川水系田海川

## 歴史

### 宍野の成立と中世
宍野という地名は鎌倉時代より見え、薩摩国東郷のうちであった。東郷氏6代当主である東郷氏親の長子である重勝が宍野の地を領し、宍野氏を称すようになった。史料上では戦国時代から安土桃山時代の頃のものとみられる薩摩出水公方方向用途支配注文に「宍野六町 一貫文」と見えるのが初見であると考えられる。

### 宍野の近世
江戸時代には薩摩国薩摩郡東郷（外城）のうちであった。村高は「天保郷帳」では352石余、「郡村高辻帳」では352石余、「三州御治世要覧」では355石余、「旧高旧領取調帳」では353石余であった。
1888年（明治21年）4月28日には鳥丸巡査駐在所が設置された。鳥丸駐在所は1959年（昭和34年）4月1日には藤川警察官駐在所を統合している。

### 町村制施行以後
1889年（明治22年）4月1日に町村制が施行されたのに伴い、東郷のうち東部の区域に当たる斧淵村・山田村・南瀬村・宍野村・鳥丸村・藤川村の6村の区域より薩摩郡上東郷村が成立した。それまでの宍野村は上東郷村の大字「宍野」となった。
1952年（昭和27年）12月1日に上東郷村が東郷村に改称、即日町制施行し、東郷町となった。1994年（平成6年）7月には田海川にとうごう五色親水公園としてキャンプ場がオープンした。2002年（平成14年）7月16日に宍野字沖田の一部が大字鳥丸字東園に編入された。
2004年（平成16年）10月12日に東郷町が川内市、薩摩郡樋脇町、入来町、祁答院町、下甑村、上甑村、里村、鹿島村と新設合併し薩摩川内市が設置された。この市町村合併に伴い設置された法定合併協議会において大字名については「従前の町名を従前の大字に冠したものをもって、大字とする。」と協定され、旧町名である「東郷町」を従前の大字名である藤川に冠することとなった。
合併当日の10月12日に鹿児島県の告示である「 字の名称の変更」が鹿児島県公報に掲載された。この告示の規定に基づき即日名称の変更が行われ、大字名が「宍野」から薩摩川内市の大字「東郷町宍野」に改称された。

### 字域の変遷
| 変更後                 | 変更年             | 変更前                           |
| ---------------------- | ------------------ | -------------------------------- |
| 大字鳥丸字東園（編入） | 2002年（平成14年） | 大字宍野字沖田1430の5及び1430の6 |

## 人口
以下の表は国勢調査による小地域集計が開始された1995年以降の人口の推移である。
| 統計年             | 統計年 | 人口 | 人口 |
| ------------------ | ------ | ---- | ---- |
| 1995年（平成7年）  | [ 19 ] | 226  |      |
| 2000年（平成12年） | [ 20 ] | 205  |      |
| 2005年（平成17年） | [ 21 ] | 236  |      |
| 2010年（平成22年） | [ 22 ] | 223  |      |
| 2015年（平成27年） | [ 23 ] | 192  |      |
| 2020年（令和2年）  | [ 5 ]  | 170  |      |

## 文化財

### 市指定
- 宍野殿古石塔群（有形文化財（歴史資料））[24]

## 施設

### 公共
- とうごう五色親水公園[25]
- 鹿児島県警察薩摩川内警察署鳥丸駐在所[26]

### 寺社
- 軍神社[27]

## 小・中学校の学区
市立小・中学校に通う場合、学区（校区）は以下の通りとなる。
| 大字       | 番地 | 小学校                                           | 中学校                                           |
| ---------- | ---- | ------------------------------------------------ | ------------------------------------------------ |
| 東郷町宍野 | 全域 | 薩摩川内市立東郷学園義務教育学校（義務教育学校） | 薩摩川内市立東郷学園義務教育学校（義務教育学校） |

## 交通

### 道路
主要地方道
- 鹿児島県道46号阿久根東郷線

### 路線バス
2021年（令和3年）現在、東郷町宍野の区域では路線バスが運行されておらず、薩摩川内市が運営する東郷地域デマンド交通「ゆったり号」（予約制、藤川・鳥丸コース）が日曜日・祝日を除いて東郷町藤川の本俣地区から鳥丸を経て斧渕の東郷温泉ゆったり館まで運行されている。